# Franciszek Leja
 Franciszek Leja (geboren 27. Januar 1885 in Grodzisko Górne, Österreich-Ungarn; gestorben 11. Oktober 1979 in Krakau) war ein polnischer Mathematiker der Krakauer Mathematikerschule. Sein Interesse galt hauptsächlich  analytischen Funktionen. 

## Leben
Leja studierte  Mathematik, Physik und Philosophie an der Jan-Kazimierz-Universität in Lemberg bis 1909 unter anderem bei Józef Puzyna (1856–1919) und Marian Smoluchowski (1872–1917). 
Von 1910 bis 1923 war Leja Gymnasiallehrer für Mathematik und Physik in Krakau, wo er 1916 an der Jagiellonen-Universität promoviert wurde. Anschließend wurde er 1924 Professor an der TU Warschau und 1936 an der Jagiellonen-Universität. Am 6. November 1939 wurde er mit weiteren 183 Krakauer Professoren im Rahmen Sonderaktion Krakau verhaftet und in das KZ Sachsenhausen deportiert, wo er bis Mai 1940 inhaftiert war. Nach seiner Freilassung engagierte er sich an der Untergrunduniversität und schrieb mathematische Lehrbücher. Seit 1948 arbeitete er im Mathematikinstitut der Polska Akademia Nauk. Er war 1919 Mitbegründer der Polnischen Mathematischen Gesellschaft und von 1963 bis 1965 ihr Präsident. 1931 wurde er Mitglied der Warschauer Wissenschaftlichen Gesellschaft.

## Schriften (Auswahl)
- Geometria analityczna i początki geometrii różniczkowej,  Kraków 1934.
- Geometria analityczna, Kraków 1946.
- Rachunek różniczkowy i całkowy ze wstępem do równań różniczkowych, Kraków 1947
- Funkcje analityczne i harmoniczne, Kraków 1948.
- Geometria analityczna, cz. 1, Geometria płaska, Gdańsk 1949.
- Geometria analityczna, Warszawa 1954
- Funkcje analityczne i harmoniczne, t. I,  Warszawa 1952
- Teoria funkcji analitycznych, Warszawa 1957.
- Funkcje zespolone, Warszawa 1967